# Équipe de Tunisie de football en 2015
L'équipe de Tunisie de football participe en 2015 à la coupe d'Afrique des nations en Guinée équatoriale, aux éliminatoires de la coupe d’Afrique des nations 2017 et du championnat d'Afrique des nations 2016 ainsi qu'au premier tour des qualifications de la coupe du monde 2018.

## Matchs
| Date             | Stade                                                  | Adversaire         | Score | Comp  | Buteurs tunisiens                                                                         |
| ---------------- | ------------------------------------------------------ | ------------------ | ----- | ----- | ----------------------------------------------------------------------------------------- |
| 11 janvier 2015  | Stade olympique de Radès Radès, Tunisie                | Algérie            | 1-1   | A     | Khazri 44e                                                                                |
| 13 janvier 2015  | Nuevo Estadio de Ebebiyín Ebebiyín, Guinée équatoriale | Cap-Vert           | 1-1   | CAN   | Moncer 70e                                                                                |
| 22 janvier 2015  | Nuevo Estadio de Ebebiyín Ebebiyín, Guinée équatoriale | Zambie             | 2-1   | CAN   | Akaichi 70e, Chikhaoui 89e                                                                |
| 26 janvier 2015  | Estadio de Bata Bata, Guinée équatoriale               | RD Congo           | 1-1   | CAN   | Akaichi 31e                                                                               |
| 31 janvier 2015  | Estadio de Bata Bata, Guinée équatoriale               | Guinée équatoriale | 1-2   | CAN   | Akaichi 71e                                                                               |
| 27 mars 2015     | Stade olympique de Tokyo Tokyo, Japon                  | Japon              | 0-2   | A     |                                                                                           |
| 31 janvier 2015  | Stade olympique de Nankin Nankin, Chine                | Chine              | 1-1   | A     | Moncer 31e                                                                                |
| 12 juin 2015     | Stade olympique de Radès Radès, Tunisie                | Djibouti           | 8-1   | QCAN  | Chikhaoui 9e 21e 22e, Sassi 36e, Khalifa 61e, Ben Youssef 68e, Hannachi 79e, Touzghar 80e |
| 15 juin 2015     | Stade Mohammed-V Casablanca, Maroc                     | Maroc              | 1-1   | QCHAN | Aouadhi 39e                                                                               |
| 18 juin 2015     | Stade Mohammed-V Casablanca, Maroc                     | Libye              | 0-1   | QCHAN |                                                                                           |
| 5 septembre 2015 | Samuel Kanyon Doe Sports Complex Monrovia, Liberia     | Liberia            | 0-1   | QCAN  |                                                                                           |
| 9 octobre 2015   | Stade olympique de Radès Radès, Tunisie                | Gabon              | 3-3   | A     | Khenissi 3e, Camus 35e, Khazri 50e                                                        |
| 19 octobre 2015  | Stade olympique de Radès Radès, Tunisie                | Libye              | 1-0   | QCHAN | Saad Bguir 76e                                                                            |
| 25 octobre 2015  | Stade olympique de Radès Radès, Tunisie                | Maroc              | 2-3   | QCHAN | Ali Machani 27e, Saad Bguir 80e                                                           |
| 9 novembre 2015  | Stade olympique de Nouakchott, Nouakchott              | Mauritanie         | 2-1   | QCM   | Khazri 61e, Chikhaoui 67e                                                                 |
| 17 novembre 2015 | Stade olympique de Radès Radès, Tunisie                | Mauritanie         | 2-1   | QCM   | Syam Ben Youssef 51e, Saad Bguir 71e                                                      |

## Effectif

### Appelés récemment
Les joueurs suivants ne font pas partie du dernier groupe appelé mais ont été retenus en équipe nationale au cours de l'année 2015.
| Pos. | Nom                    | Date de naissance | Sél. | Buts | Club               | Dernier match             |
| ---- | ---------------------- | ----------------- | ---- | ---- | ------------------ | ------------------------- |
| DF   | Hamdi Nagguez          | 28 octobre 1992   | 3    | 0    | Étoile du Sahel    | Maroc, 25 octobre 2015    |
| AT   | Hichem Essifi          | 27 février 1987   | 0    | 0    | Stade gabésien     | Maroc, 25 octobre 2015    |
| AT   | Saber Khalifa          | 11 octobre 1986   | 36   | 6    | Club africain      | Maroc, 25 octobre 2015    |
| DF   | Chamseddine Dhaouadi   | 16 janvier 1987   | 6    | 0    | Espérance de Tunis | Libye, 19 octobre 2015    |
| ML   | Mohamed Amine Ben Amor | 1er janvier 1992  | 1    | 0    | Étoile du Sahel    | Libye, 19 octobre 2015    |
| AT   | Khaled Yahia           | 10 août 1991      | 2    | 0    | AS Marsa           | Libye, 19 octobre 2015    |
| DF   | Aymen Abdennour        | 6 août 1989       | 45   | 1    | Valencia CF        | Liberia, 5 septembre 2015 |
| ML   | Hocine Ragued          | 11 février 1983   | 54   | 0    | Espérance de Tunis | Liberia, 5 septembre 2015 |
| AT   | Amine Chermiti         | 26 décembre 1987  | 37   | 6    | FC Zurich          | Liberia, 5 septembre 2015 |
| GK   | Moez Ben Cherifia      | 24 juin 1991      | 10   | 0    | Espérance de Tunis | Libye, 18 juin 2015       |
| DF   | Hamza Agrebi           | 21 mars 1991      | 2    | 0    | Club africain      | Libye, 18 juin 2015       |
| DF   | Mohamed Ali Yaakoubi   | 5 octobre 1990    | 4    | 0    | Espérance de Tunis | Libye, 18 juin 2015       |
| DF   | Houcine Rabii          | 30 novembre 1989  | 1    | 0    | Espérance de Tunis | Libye, 18 juin 2015       |
| ML   | Zied Boughattas        | 25 mai 1993       | 1    | 0    | Étoile du Sahel    | Libye, 18 juin 2015       |
| ML   | Chaker Rguiî           | 25 mai 1987       | 2    | 0    | Espérance de Tunis | Libye, 18 juin 2015       |
| ML   | Maher Hannachi         | 31 août 1984      | 3    | 1    | CS Sfax            | Libye, 18 juin 2015       |
| ML   | Youssef Mouihbi        | 1er avril 1985    | 7    | 0    | Étoile du Sahel    | Libye, 18 juin 2015       |
| ML   | Imed Meniaoui          | 19 avril 1983     | 1    | 1    | Club africain      | Libye, 18 juin 2015       |
| ML   | Tijani Belaïd          | 6 septembre 1987  | 18   | 3    | Club africain      | Libye, 18 juin 2015       |
| AT   | Ahmed Akaichi          | 23 février 1989   | 11   | 5    | Étoile du Sahel    | Libye, 18 juin 2015       |
| ML   | Mohamed Gouaida        | 15 mai 1993       | 3    | 0    | Karlsruher SC      | Djibouti, 12 juin 2015    |
| DF   | Oussama Haddadi        | 28 janvier 1992   | 1    | 0    | Club africain      | Chine, 31 mars 2015       |
| ML   | Änis Ben-Hatira        | 18 juillet 1988   | 8    | 0    | Hertha Berlin      | Chine, 31 mars 2015       |
| AT   | Amir Omrani            | 8 février 1989    | 1    | 0    | Étoile du Sahel    | Chine, 31 mars 2015       |
| ML   | Mohamed Larbi          | 2 septembre 1987  | 1    | 0    | GFC Ajaccio        | Japon, 27 mars 2015       |
| ML   | Stéphane Nater         | 20 janvier 1984   | 11   | 0    | Club africain      | Japon, 27 mars 2015       |
| AT   | Hamza Younes           | 16 avril 1986     | 9    | 0    | Tractor Sazi       | RD Congo, 26 janvier 2015 |
| DF   | Rami Bedoui            | 19 janvier 1990   | 5    | 0    | Étoile du Sahel    | Zambie, 22 janvier 2014   |
| ML   | Jamel Saihi            | 27 janvier 1987   | 20   | 2    | Montpellier HSC    | Zambie, 22 janvier 2015   |
| AT   | Adem Rejaibi           | 5 avril 1994      | 1    | 0    | Espérance de Tunis | Cap-Vert, 18 janvier 2015 |

### Buteurs
| Place   | Nom                     | Matchs amicaux           | CAN 2015                                       | Qualifications CAN 2017 | Qualifications CHAN 2016 | Qualifications CM 2018 | TOTAL des BUTS |
| 1       | Yassine Chikhaoui       | -                        | 1 but ( Zambie)                                | 3 buts ( Djibouti)      | -                        | 1 but ( Mauritanie)    | 5 buts         |
| 2       | Wahbi Khazri            | 2 buts ( Algérie, Gabon) | -                                              | -                       | -                        | 1 but ( Mauritanie)    | 3 buts         |
| -       | Saad Bguir              | -                        | -                                              | -                       | 2 buts ( Libye, Maroc)   | 1 but ( Mauritanie)    | 3 buts         |
| -       | Ahmed Akaichi           | -                        | 3 buts ( Zambie, RD Congo, Guinée équatoriale) | -                       | -                        | -                      | 3 buts         |
| 5       | Mohamed Ali Moncer      | 1 but ( Chine)           | 1 but ( Cap-Vert)                              | -                       | -                        | -                      | 2 buts         |
| 6       | Ferjani Sassi           | -                        | -                                              | 1 but ( Djibouti)       | -                        | -                      | 1 but          |
| -       | Saber Khalifa           | -                        | -                                              | 1 but ( Djibouti)       | -                        | -                      | 1 but          |
| -       | Fakhreddine Ben Youssef | -                        | -                                              | 1 but ( Djibouti)       | -                        | -                      | 1 but          |
| -       | Maher Hannachi          | -                        | -                                              | 1 but ( Djibouti)       | -                        | -                      | 1 but          |
| -       | Yoann Touzghar          | -                        | -                                              | 1 but ( Djibouti)       | -                        | -                      | 1 but          |
| -       | Karim Aouadhi           | -                        | -                                              | -                       | 1 but ( Maroc)           | -                      | 1 but          |
| -       | Taha Yassine Khenissi   | 1 but ( Gabon)           | -                                              | -                       | -                        | -                      | 1 but          |
| -       | Fabien Camus            | 1 but ( Gabon)           | -                                              | -                       | -                        | -                      | 1 but          |
| -       | Ali Machani             | -                        | -                                              | -                       | 1 but ( Maroc)           | -                      | 1 but          |
| -       | Syam Ben Youssef        | -                        | -                                              | -                       | -                        | 1 but ( Mauritanie)    | 1 but          |
| Détails | 15 buteurs tunisiens    | 5 buts                   | 5 buts                                         | 8 buts                  | 4 buts                   | 4 buts                 | 26 buts        |

## Classement FIFA
Le tableau ci-dessous présente les coefficients mensuels de l'équipe de Tunisie publiés par la FIFA durant l'année 2015.
| Mois | janv. | fév. | mars | avril | mai | juin | juillet | août | sept. | oct. | nov. | déc. |
| Rang | 22    | 26   | 25   | 30    | 31  | 29   | 32      | 34   | 33    | 36   | 41   | 40   |

Le tableau ci-dessous présente les coefficients mensuels de l'équipe de la Tunisie dans la CAF publiés par la FIFA durant l'année 2015.
| Mois | janv. | fév. | mars | avril | mai | juin | juillet | août | sept. | oct. | nov. | déc. |
| Rang | 2     | 4    | 4    | 4     | 4   | 3    | 2       | 4    | 4     | 4    | 6    | 5    |